# 東成瀬村立東成瀬小学校
東成瀬村立東成瀬小学校（ひがしなるせそんりつ ひがしなるせしょうがっこう）は、秋田県雄勝郡東成瀬村にある公立小学校。

## 概要
- 旧東成瀬小学校・岩井川小学校・椿川小学校・大柳小学校の4校を統合して2001年4月に設立された[2]。

## 沿革
以下、本校の沿革。
- 2000年（平成12年）
  - 8月31日 - 校歌制定。
  - 10月11日 - 校章制定。
- 2001年（平成13年）
  - 4月3日 - 新生「東成瀬村立東成瀬小学校」として開校。修祓式挙行し、校歌、校旗披露。
  - 4月28日 - 開校式典挙行、記念リサイタル開催。
  - 10月7日 - 開校記念タイムカプセル埋め込み。
- 2005年（平成17年）
  - 5月20日 - 多目的グラウンド竣工。
  - 7月20日 - 校庭竣工。
  - 9月17日 - この年の運動会を多目的グラウンド竣工記念として開催。
- 2008年（平成20年）6月14日 - 8時43分頃に発生した岩手・宮城内陸地震により、水道水が濁る等の被害が出た。
- 2009年（平成21年）7月27日 - この日から9月17日まで、トイレ改修工事。
- 2010年（平成22年）2月13日 - 第一体育館、ランチルーム解体。以後、教室給食となる。
- 2011年（平成23年）
  - 1月18日 - 落雪により、体育館玄関・プール入口が破損。
  - 3月11日 - 14時46分頃に発生した東日本大震災（東北地方太平洋沖地震）発生により停電が発生し、14日まで臨時休校となる。16日の卒業式は予定通り挙行した。
  - 4月8日 - 前日23時34分頃に発生した東日本大震災の余震による停電発生で、午前で下校する措置を採った。11日は給食なしとなった。
  - 12月1日 - 新しい校門・歩道・駐車場（体育館側）が竣工、使用開始。

## 進学先中学校
- 東成瀬村立東成瀬中学校 - 主な進学先

## 周辺
- 国道342号
- 成瀬川
- 社会福祉法人なるせ保育会なるせ保育園 - 進学前保育園で、かつ敷地が隣接[3]。
- 東成瀬村役場
- 東成瀬郵便局
- 東成瀬村立東成瀬中学校

## 交通
- JR奥羽本線十文字駅より羽後交通岩井川線草の台行 東成瀬地区（東成瀬村役場前）停留所下車後、徒歩3分。